# René Ferrier
René Ferrier (ur. 7 grudnia 1936 w Thionne, zm. 15 września 1998) – francuski piłkarz grający na pozycji pomocnika. W swojej karierze rozegrał 24 mecze w reprezentacji Francji.

## Kariera klubowa
Swoją karierę piłkarską Ferrier rozpoczął w klubie AS Saint-Étienne. W sezonie 1954/1955 zadebiutował w jego barwach w pierwszej lidze francuskiej. W sezonie 1956/1957 osiągnął z Saint-Étienne swój pierwszy sukces, gdy wywalczył mistrzostwo Francji. Latem 1957 zdobył Superpuchar Francji. W sezonie 1961/1962 spadł z Saint-Étienne do drugiej ligi oraz zdobył Puchar Francji. Rok później wrócił z Saint-Étienne do pierwszej ligi. W sezonie 1963/1964 Saint-Étienne jako beniaminek został mistrzem Francji.
W 1965 roku Ferrier odszedł z Saint-Étienne do drugoligowego klubu SC Bastia. W sezonie 1967/1968 awansował z Bastią do pierwszej ligi. Po sezonie 1968/1969 odszedł do ESA Brive, gdzie w 1972 zakończył karierę piłkarską.
| Sezon   | Klub             | Kraj    | Rozgrywki  | Mecze | Bramki |
| ------- | ---------------- | ------- | ---------- | ----- | ------ |
| 1954/55 | AS Saint-Étienne | Francja | Division 1 | 1     | 0      |
| 1955/56 | AS Saint-Étienne | Francja | Division 1 | 9     | 0      |
| 1956/57 | AS Saint-Étienne | Francja | Division 1 | 28    | 3      |
| 1957/58 | AS Saint-Étienne | Francja | Division 1 | 26    | 6      |
| 1958/59 | AS Saint-Étienne | Francja | Division 1 | 21    | 3      |
| 1959/60 | AS Saint-Étienne | Francja | Division 1 | 36    | 5      |
| 1960/61 | AS Saint-Étienne | Francja | Division 1 | 32    | 7      |
| 1961/62 | AS Saint-Étienne | Francja | Division 1 | 36    | 3      |
| 1962/63 | AS Saint-Étienne | Francja | Division 2 | 28    | 8      |
| 1963/64 | AS Saint-Étienne | Francja | Division 1 | 14    | 1      |
| 1964/65 | AS Saint-Étienne | Francja | Division 1 | 33    | 2      |
| 1965/66 | SC Bastia        | Francja | Division 2 | 36    | 5      |
| 1966/67 | SC Bastia        | Francja | Division 2 | 28    | 7      |
| 1967/68 | SC Bastia        | Francja | Division 2 | 26    | 4      |
| 1968/69 | SC Bastia        | Francja | Division 1 | 23    | 4      |

## Kariera reprezentacyjna
W reprezentacji Francji Ferrier zadebiutował 3 grudnia 1958 roku w zremisowanym 1:1 meczu eliminacji do Mistrzostw Europy 1960 z Grecją. W 1960 roku został powołany do kadry na ten turniej i wystąpił na nim w przegranym 4:5 meczu z Jugosławią. Na tych mistrzostwach zajął z Francją 4. miejsce. Od 1958 do 1964 roku rozegrał w kadrze narodowej 24 mecze.
| Mecze i gole w reprezentacji | Mecze i gole w reprezentacji | Mecze i gole w reprezentacji | Mecze i gole w reprezentacji | Mecze i gole w reprezentacji | Mecze i gole w reprezentacji | Mecze i gole w reprezentacji |
| Lp.                          | Data                         | Stadion                      | Rywal                        | Wynik                        | Gol                          | Rozgrywki                    |
| 1958                         | 1958                         | 1958                         | 1958                         | 1958                         | 1958                         | 1958                         |
| ---------------------------- | ---------------------------- | ---------------------------- | ---------------------------- | ---------------------------- | ---------------------------- | ---------------------------- |
| 1.                           | 03.12.1958                   | Ateny, Grecja                | Grecja                       | 1:1                          | 0                            | el. ME 1960                  |
| 1959                         |                              |                              |                              |                              |                              |                              |
| 2.                           | 11.11.1959                   | Paryż, Francja               | Portugalia                   | 5:3                          | 0                            | towarzyski                   |
| 3.                           | 13.12.1959                   | Paryż, Francja               | Austria                      | 5:2                          | 0                            | el. ME 1960                  |
| 4.                           | 17.12.1959                   | Paryż, Francja               | Hiszpania                    | 4:3                          | 0                            | towarzyski                   |
| 1960                         |                              |                              |                              |                              |                              |                              |
| 5.                           | 28.02.1960                   | Bruksela, Belgia             | Belgia                       | 0:1                          | 0                            | towarzyski                   |
| 6.                           | 16.03.1960                   | Paryż, Francja               | Chile                        | 6:0                          | 0                            | towarzyski                   |
| 7.                           | 27.03.1960                   | Wiedeń, Austria              | Austria                      | 4:2                          | 0                            | el. ME 1960                  |
| 8.                           | 06.07.1960                   | Paryż, Francja               | Jugosławia                   | 4:5                          | 0                            | ME 1960                      |
| 9.                           | 25.09.1960                   | Helsinki, Finlandia          | Finlandia                    | 2:1                          | 0                            | el. MŚ 1962                  |
| 10.                          | 28.09.1960                   | Warszawa, Polska             | Polska                       | 2:2                          | 0                            | towarzyski                   |
| 11.                          | 12.10.1960                   | Bazylea, Szwajcaria          | Szwajcaria                   | 2:6                          | 0                            | towarzyski                   |
| 1961                         |                              |                              |                              |                              |                              |                              |
| 12.                          | 02.04.1961                   | Madryt, Hiszpania            | Hiszpania                    | 0:2                          | 0                            | towarzyski                   |
| 13.                          | 12.11.1961                   | Sofia, Bułgaria              | Bułgaria                     | 0:1                          | 0                            | el. MŚ 1962                  |
| 14.                          | 10.12.1961                   | Paryż, Francja               | Hiszpania                    | 1:1                          | 0                            | towarzyski                   |
| 15.                          | 16.12.1961                   | Mediolan, Włochy             | Bułgaria                     | 0:1                          | 0                            | el. MŚ 1962                  |
| 1962                         |                              |                              |                              |                              |                              |                              |
| 16.                          | 11.04.1962                   | Paryż, Francja               | Polska                       | 1:3                          | 0                            | towarzyski                   |
| 17.                          | 03.10.1962                   | Sheffield, Anglia            | Anglia                       | 1:1                          | 0                            | ME 1964                      |
| 18.                          | 24.10.1962                   | Stuttgart, RFN               | RFN                          | 2:2                          | 0                            | towarzyski                   |
| 19.                          | 11.11.1962                   | Paryż, Francja               | Węgry                        | 2:3                          | 0                            | towarzyski                   |
| 1963                         |                              |                              |                              |                              |                              |                              |
| 20.                          | 09.01.1963                   | Barcelona, Hiszpania         | Hiszpania                    | 0:0                          | 0                            | towarzyski                   |
| 21.                          | 26.10.1963                   | Paryż, Francja               | Bułgaria                     | 3:1                          | 0                            | ME 1964                      |
| 1964                         |                              |                              |                              |                              |                              |                              |
| 22.                          | 04.10.1964                   | Luksemburg, Luksemburg       | Luksemburg                   | 2:0                          | 0                            | el. MŚ 1966                  |
| 23.                          | 11.11.1964                   | Paryż, Francja               | Norwegia                     | 1:0                          | 0                            | el. MŚ 1966                  |
| 24.                          | 02.12.1964                   | Bruksela, Belgia             | Belgia                       | 0:3                          | 0                            | towarzyski                   |